# Pont-de-Labeaume

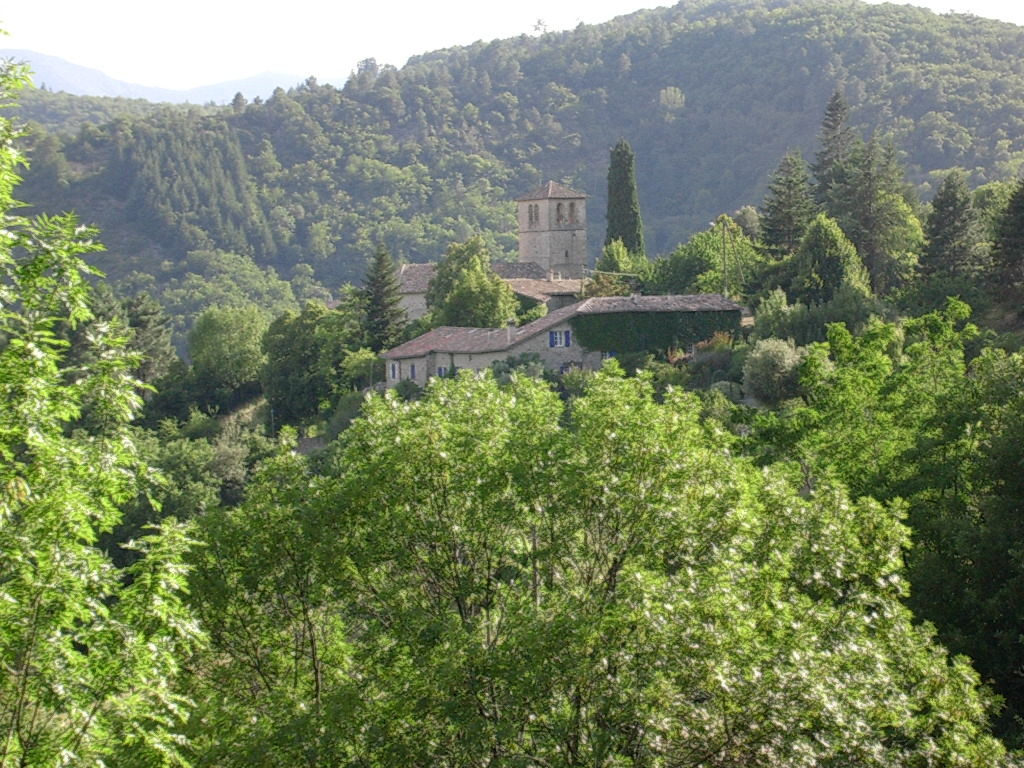
Romański kościół Matki Bożej w Niègles (2009)

Pont-de-Labeaume – miejscowość i gmina we Francji, w regionie Owernia-Rodan-Alpy, w departamencie Ardèche.
Według danych na rok 1990 gminę zamieszkiwało 517 osób, a gęstość zaludnienia wynosiła 111 osób/km² (wśród 2880 gmin regionu Rodan-Alpy Pont-de-Labeaume plasuje się na 1131. miejscu pod względem liczby ludności, natomiast pod względem powierzchni na miejscu 1543.).